# DSB EB sorozat
A DSB EB sorozat a Danske Statsbaner dán állami vasúttársaság villamos mozdony sorozata. Összesen 42 db állt forgalomba a típusból.
A mozdonyok a Siemens Vectron típusán alapulnak.

## Története
2018. március 13-án a DSB bejelentette, hogy 26 Vectron villanymozdonyt rendelt a Siemens-től. További 18 ilyen típusú mozdony megvásárlására vonatkozó opcióról is megállapodtak. 2019-ben és 2020-ban további egyenként nyolc egységre vonatkozó opciót váltottak be, vagyis csak két mozdonyt nem hívtak le az opcióból.
Ezt megelőzte a 2016. augusztus 23-i döntés 26 új villamos mozdony beszerzéséről, amelyeket elsősorban a Seelandon közlekedő emeletes vonatok és a regionális közlekedés számára fognak használni. A szállítás idejére villamosított vonalakon a DSB ME sorozatú dízelmozdonyokat is felváltják majd, ami a környezetvédelem és a megbízhatóság szempontjából egyaránt előnyös. Az új mozdonyoknak egy már meglévő sorozatból kell származniuk, ezért már kipróbáltak és teszteltek az üzemeltetésben.
Akkoriban az volt a terv, hogy a megrendelést 2016 őszén adják le, hogy az első mozdonyok 2020 elejétől állhassanak szolgálatba. A DSB-nek állami támogatás nélkül kellett volna megvásárolnia az új mozdonyokat.
A DSB a következő követelményeket határozta meg a pályázatban:
- „Standard elektromos mozdony”, amely a dán, valamint a német és a svéd vonalakon is használható;
- Maximális sebesség 200 km/h;
- ingavonati vonatvezérlés a DSB meglévő emeletes vonataihoz;
- Fel legyen szerelve a jelenlegi és a tervezett jövőbeli biztosító berendezésekkel, melyeket Dániában, Svédországban és Németországban használnak/fognak használni;
- Dánia és Németország forgalmi engedélye.[4]

A megbízást a Siemens Mobility kapta; a mozdonyokat a Siemens münchen-allachi üzemében gyártották. A dán közlekedési hatóság, a Trafik-, Bygge- og Boligstyrelsen 2020. szeptember 15-én engedélyezte a mozdonyok dániai üzemeltetését. 2020 szeptemberében az első három mozdonyt a tesztelési szakaszra átadták a DSB-nek, 2020. december 13-án pedig további kettőt. Az EB 3206-3208 pályaszámú gépek 2021. január 24-én következtek. 2021 júniusára megérkezett a 3209-3224, júliusban a 3225 és a 3226, 2021 augusztusa és októbere között pedig a 3235-3240 is.

## Felhasználás
2021 óta az új mozdonyokat főként a regionális járatokon használják a DSB 113 db emeletes kocsijaival Seelandon. A Németország-Dánia-Ausztria (DE-DK-AT) típusengedélyt 2022 végén adták meg, ami lehetővé teszi a határon átnyúló üzemeltetést Németország felé. 2024-re tervezték, hogy a mozdonyok a DSB új Talgo vonataival Koppenhága és Hamburg között közlekedjenek úgy, hogy két mozdony fog közre egy szerelvényt.
A mozdonyok 2023-tól EuroCity néven német IC kocsikkal közlekednek a Koppenhága-Hamburg útvonalon.

## Egyéb
A Siemens az átadástól számított tíz évig vállalta a teljes karbantartási felelősséget, további öt évre szóló opcióval.